# مالی اودی
مالی اودی (انگلیسی: Molly O'Day؛ ۱۶ اکتبر ۱۹۱۱ – ۲۲ اکتبر ۱۹۹۸) هنرپیشه اهل ایالات متحده آمریکا بود. از فیلم‌های او می‌توان به ۴۵ دقیقه از هالیوود و نمایش نمایش‌ها اشاره نمود.